# Bukov Vrh (Chorwacja)
Bukov Vrh – wieś w Chorwacji, w żupanii primorsko-gorskiej, w gminie Skrad. W 2011 roku liczyła 43 mieszkańców.